# Athyrium fangii
Athyrium fangii är en majbräkenväxtart som beskrevs av Ren-Chang Ching. Athyrium fangii ingår i släktet Athyrium och familjen Athyriaceae. Inga underarter finns listade.